# Bovenste Bosch (bos)
Het Bovenste Bosch, ook geschreven als Bovenste Bos, is een bosgebied in de gemeente Gulpen-Wittem in de Nederlandse provincie Limburg. Het bos ligt ten zuidwesten van Epen, voorbij Terziet, tegen de Belgische grens. Het ligt op de westelijke dalwand van de Geul, op de oostrand van het Plateau van Crapoel. Lager op de helling ontspringt ten noordoosten van het bos de Helbergbeek.
Aan de noordzijde gaat het bos over in het Onderste Bosch en aan de zuidzijde in het Beusdalbos in België. Aan de westzijde grenst het bos aan de rijksgrens met België.
Aan de rand van het bos bevindt zich de Groeve Bovenste Bosch, een geologisch monument.

## Natuur
Het Bovenste Bosch is deels een hellingbos, bestaande uit loofhout. Op het plateau staan echter zware fijnsparren. Het gebied is botanisch van groot belang. De bodemvegetatie kent veel zeldzame bosplanten, die zich op het krijt goed kunnen ontwikkelen. Tot de zangvogels behoren de fluiter en de spotvogel.
"Het Bovenste Bosch! Dat is het ware Ultima Thule van Nederland, het zuidelijkste hoekje en ik durf zeggen het mooiste van ons land. Het is nog bijna een uur gaans zuidelijk van Epen," aldus Eli Heimans in Uit ons Krijtland (1911). De Vereniging tot Behoud van Natuurmonumenten in Nederland verwierf het Bovenste Bosch in 1961, en doopte het "Heimansreservaat het Bovenste bos". Aan de rand ligt voormalige mergelgroeve, de Groeve Bovenste Bosch, nu een geologisch monument. In 2018 werd het Bovenste Bosch overgedragen aan Staatsbosbeheer. Het heeft een oppervlakte van 32 ha.

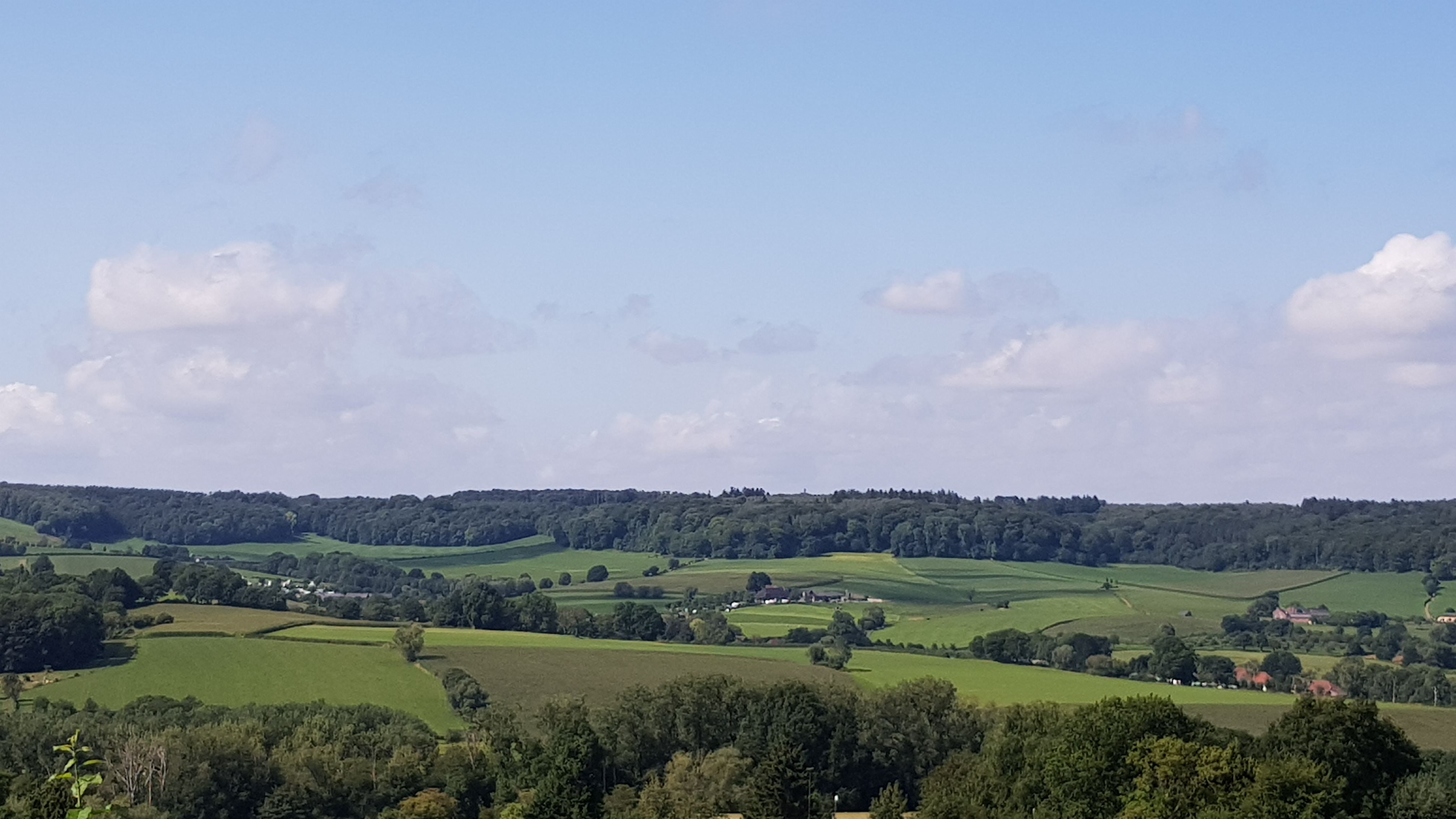
Het Bovenste Bos gezien vanuit het Vijlenerbos

## Voetnoten
1. ↑  Handboek Natuurmonumenten. Amsterdam : Vereniging tot Behoud van Natuurmonumenten in Nederland, herdruk 1973, p. 292.
2. ↑  Heimans, Eli (1911) - Uit ons Krijtland. Amsterdam : W. Versluys, p. 188.
3. ↑  Marijnissen, Hans (2014) - 'Krijtland is Heimans' monument,' in: Trouw 2014-03-20. online beschikbaar (geraadpleegd 2017-03-18). Gearchiveerd op 19 maart 2017.